# Карамушкина, Ирина Юрьевна
Ирина Юрьевна Карамушкина (род. 7 апреля 1964, Новопавловка, Сокулукский район) — киргизский политический деятель Кыргызстана, депутат Жогорку Кенеша Кыргызской Республики (кирг. Жогорку Кеңеш, Верховный совет) IV, V и VI созывов.

## Биография
Карамушкина Ирина Юрьевна родилась 7 апреля 1964 год в селе Новопавловка Сокулукского района Чуйской области Киргизской ССР.

## Образование
В 1989 году окончила исторический факультет КГУ.

## Трудовая деятельность
Трудовую деятельность начала в 1981 году старшей пионервожатой средней школы № 26 г. Фрунзе. Педагогическим коллективом школы была избрана секретарем учительской комсомольской организации.
В 1991 году — преподаватель истории, в 1992—2000 годы — заместитель директора по воспитательной работе средней школы № 1 г. Бишкек.
В 2002 году — ведущий специалист воспитательного сектора Управления образования мэрии г. Бишкек.
В 2003—2007 годы возглавляла сектор воспитательной работы Управления мэрии г. Бишкек.

## Политическая деятельность
В 1995 году вступила в ряды Социал-демократической партии Кыргызстана.
В 2004 году по представительству СДПК избрана депутатом городского кенеша г. Бишкек.
2007—2010 гг. — депутат Жогорку Кенеша Кыргызской Республики IV созыва.
В ноябре 2010 года по списку СДПК избрана депутатом Жогорку Кенеша Кыргызской Республики V созыва. Заместитель председателя Комитета Жогорку Кенеша по обороне и безопасности.
В 2015 году по списку СДПК избрана депутатом Жогорку Кенеша Кыргызской Республики VI созыва. Комитет по международным делам, обороне и безопасности.

## Награды
Классный чин — государственный советник государственной службы 3 класса (2013 год).
Награждена грамотами Министерства образования, науки и культуры, мэрии г. Бишкек, Управления образования мэрии г. Бишкек.
Указом Президента Кыргызской Республики «О награждении государственными наградами женщин различных отраслей республики» от 28 февраля 2011 года УП № 54 за добросовестный труд, активное и плодотворное участие в женском движении и других сферах общественной жизни страны, награждена медалью «Данк».
Указом Президента Кыргызской Республики от 4 апреля 2011 года УП № 73 награждена специальным нагрудным знаком «Апрель элдик революциясынын баатыры» («Герой апрельской народной революции»).